# Ad Rem (tijdschrift Vlaamse balies)
Ad Rem is het tijdschrift van de Orde van Vlaamse Balies (voorheen de "Vereniging van Vlaamse Balies").

## Achtergrond
Ad Rem verscheen voor het eerst in 2002 als kwartaalblad van de orde van Vlaamse balies. Oprichters van het eerste uur: mr. Jo Stevens, mr. Marc Cottyn, Mr. Hugo Lamon en Steve Massagé (uitgever). Drie thema's vormen de basispijlers: de activiteiten en visie van de Orde van Vlaamse Balies, advocaten en hun dagelijks werk en tot slot verbindende activiteiten voor advocaten.
Sinds januari 2002 wordt het tijdschrift op naam verstuurd naar alle advocaten die ingeschreven zijn bij een Vlaamse Balie. Daardoor werd de oplage verhoogd van 6000 naar 10.700.